# Memorandum skupine bh. muslimana od 1. studenoga 1942.
Memorandum skupine bh. muslimana od 1. studenoga 1942., memorandum poslan Hitleru. Bio je znak potpunog razočarenja dijela muslimanskog vodstva ustaškom državom. Adresiran na Hitlera 1. studenoga 1942. godine. U memorandumu su formulirali svoje stavove. Sastavilo ga je narodno povjerenstvo neimenovanih bosanskohercegovačkih Muslimana. Iznijeli su svoje pritužbe na Pavelićevu vladu i zatražilo da BiH postane autonomna regija pod izravnim nadzorom njemačke vojske. Argumentirali su da je "BiH silom postala dijelom NDH" te da je poglavnik Pavelić upravljajući njome učinio nekoliko grešaka, od kojih je prva bila ta što je dao moć katoličkim svećenicima te da je "Katolička Crkva nakon što je dobila moć, djelovala je protiv interesa i Srba i Muslimana, i Židova" i sudjelovala "u masovnom pokrštavanju Srba i sličnim prijestupima". U memorandumu nadalje su tvrdili da su posebna identiteta "kao potomci Gota" te da zaslužuju specijalan tretman. Naveli su i osam konretnih zahtjeva. Bili su to vojni zahtjevi i planovi za autonomnu regiju po svojoj zamisli. Tražili su u memorandumu:
- da muslimansku legiju predvođenu Muhamedom Hadžiefendićem u kojoj je već bilo oko 6000 ljudi, poveća se prebacivanjem u nju svih nuslimana iz Hrvatskog domobranstva i Ustaške vojnice, čime bi se dobilo novu vojsku Bosanska garda pod njegovim zapovjedništvom. Bosansku gardu bi kontrolirala njemačka vojska koja bi ju naoružavala, opskrbljivala, prevozila i raspoređivala joj postrojbe i plaćala sve troškove.[1]
- jednu bosanskohercegovačku administrativnu regiju sa sjedištem u Sarajevu i da u njoj ustašama bude zabranjeno djelovanje.[1]
- osnivanje ogranka Nacionalsocijalističke stranke.[1]
- pravo uporabe luke Ploče koja je tada bila u izgradnji.[1]
- predlagali su preseljavanje stanovništva unutar BiH i ustupanje dijelova njezina teritorija Hrvatskoj i Crnoj Gori tako da se može osnovati, doduše okrnjena, regija u kojoj bi muslimani prevladavali. Stanovništvo bi u toj regiji bilo oko 925.000 Muslimana, 500.000 pravoslavnih Srba i 225.000 katoličkih Hrvata. Takva BiH bila bi stavljena pod direktnu kontrolu njemačkog Reicha.[1]

Memorandum nije bio potpisan. Čini se da je autor memoranduma bio član najvišeg organa vjerske vlasti bh. muslimana Ulema medžlisa Muhamed Pandža, ali vjerojatnije je   bio rezultat zajedničkih napora grupe Muslimana.

## Posljedice
Treći Reich nije htio službeno odgovoriti na muslimanski memorandum jer nije htio uvrijediti vlasti NDH, ali su odlučili iskoristiti muslimane za svoju korist. Studenoga 1942., malo poslije dostavljanja memoranduma Hitleru, Himmler je odlupio osnovati SS diviziju sastavljenu od bosanskohercegovačkih Muslimana. 10. veljače 1943., odnosno tri mjeseca poslije memoranduma Hitler je zapovijedio novačenje za tu diviziju, a Himmler je zadaću povjerio zapovjedniku 7. SS divizije Prinz Eugen Arturu Phlepsu. Ta SS divizija bila je prva SS divizija sastavljena od sastavljena od negermanskog ljudstva, ali je za nacističke ideologe bila germanska, jer su se u memorandumu muslimani smatrali potomcima Gota. U sporazumu Hitlera i jeruzalemskog muftije od 19. svibnja 1943. godine. istaknuto je da nije cilj sinteza nacionalsocijalizma i islama, niti obraćanje na nacionalsocijalizam bosanskohercegovačkih Muslimana, za koje je rečeno da su pripadnici germanske rase ali ideološki dio arapskoga svijeta. Određeno je da će ideološki razvoj ljudstva divizije biti odgovornost imama koje će odabrati predstavnici velikog muftije, a on potvrditi, i koji će direktive primati i od velikog muftije i od glavnog ureda SS-a, ali da će, iako samosvojne, "te dvije ideologije zajedno djelovati protiv zajedničkog neprijatelja - Židova, Angloamerikanaca, komunista, masona i Katoličke Crkve."